# Djelfa (província)
Djelfa é uma província da Argélia e possui 36 comunas e 1.092.184 habitantes (Censo 2008). 
A wilaya possui uma grande riqueza arqueológica e também pinturas rupestres da época neolítica.